# Stecklispiel
Das Stecklispiel ist ein Kurzspiel, das mit einem Holzpflock pro Spieler auf einer Wiese oder im Wald gespielt wird. 

## Spielverlauf
Nacheinander schleudern die Spieler ihren Pflock so vor sich in den Boden, dass er möglichst fest in der Erde steckt. Dabei versuchen sie, die bereits steckenden Pflöcke so zu treffen, dass diese ihren Halt verlieren und umfallen, der eigene Pflock aber stecken bleibt. Spieler mit umgefallenem Pflock scheiden aus. Nach jeder Runde ziehen die übrig gebliebenen Spieler der Reihe nach ihren Pflock heraus, schleudern ihn wieder in die Erde und versuchen, dabei einen anderen herauszuhauen. Gewonnen hat der Spieler, dessen Pflock als letzter und einziger steckt.

## Herkunft
Der Name „Stecklispiel“ kommt aus der Schweiz: Ein „Stecken“ ist ein längliches Stück Holz.